# Бардуха
Бардуха — деревня в Кирилловском районе Вологодской области.
Входит в состав Талицкого сельского поселения, с точки зрения административно-территориального деления — в Талицкий сельсовет.
Расстояние по автодороге до районного центра Кириллова — 71 км, до центра муниципального образования Талиц — 6 км. Ближайшие населённые пункты — Прядихино, Рудаково, Леониха, Черницыно, Петровское, Демидово.
По переписи 2002 года население — 34 человека (15 мужчин, 19 женщин). Всё население — русские.